# Goldener Plan
Der Goldene Plan war ein Programm aller staatlichen Ebenen zum planmäßigen Abbau des Sportstättenmangels in der Bundesrepublik Deutschland. Er wurde 1959 von der Deutschen Olympischen Gesellschaft (DOG) verkündet und zur anerkannten Richtlinie für die sportpolitischen, planerischen und finanzpolitischen Entscheidungen zur Entwicklung der Sportstätteninfrastruktur. Der Goldene Plan ist zu keiner Zeit eine beschlossene Rechtsgrundlage gewesen, hatte aber als Konsenspapier eine überragende Bedeutung.

## Hintergrund
Auf der Grundlage der Planung durch den  Deutschen Reichsausschuss für Leibesübungen, der Zentralkommission für Sport und Körperpflege und des Zentralausschuß zur Förderung der Jugend- und Volksspiele geschaffene, seit dem 5. Januar 1920 herausgegebene „Entwurf“ zu einem „Spielplatz-Gesetz“ (Entwurf eines Reichs- und Landesgesetzes) forderte Carl Diem 1953 einen Zehn-Jahres-Plan Schaffung von Sportstätten (3 m2 Sportfläche/Person). Bei Bundeskanzler Konrad Adenauer, der als früherer Oberbürgermeister von Köln bereits dort ein eindrucksvolles Sportstättenkonzept verfügt hatte, traf er auf offene Ohren.
Begründung für den Goldenen Plan waren vor allem
- unzureichende Sportstätten nach dem Krieg
- der Spiel- und Bewegungsmangel im Vorschul- und Schulkindalter
- die ungenügende Berücksichtigung der körperlichen Erziehung in den allgemeinbildenden und Berufsschulen
- die allgemeine Entwicklung des Bewegungsmangels in Beruf und Freizeit

Planungsgrundlage waren die Richtlinien für die Schaffung von Erholungs-, Spiel- und Sportanlagen in den Gemeinden. Danach ergab sich 1960 ein Gesamtbedarf von 127 Millionen m² für Kinderspielplätze, Sportplätze, Sporthallen, Hallen- und Freibäder. Die Forderung nach 3 m2 pro Person war auf 2 m2 Sportfläche pro Person reduziert worden.
In einem 15-Jahre-Programm bis 1975 wurden statt der ursprünglich veranschlagten 6,3 Milliarden DM insgesamt 17,4 Mrd. DM für die Verbesserung der Sportstätteninfrastruktur aufgebracht. Davon entfielen auf die Städte und Gemeinden etwa 63 % der Gesamtaufwendungen.
1984 veröffentlichte der Deutsche Sportbund (DSB) im „3. Memorandum zum Goldenen Plan“ weitere Bedarfsrichtwerte für Sportanlagen. Von 1976 bis 1992 wurden noch einmal rund 20 Mrd. DM in Sportstätten investiert.
Der Goldene Plan mit seinen Richtlinien wurde zur allgemein anerkannten Grundlage für die Sportstättenleitplanung. Auch am internationalen Standard gemessen konnte so eine gute Sportstätteninfrastruktur in der Bundesrepublik Deutschland geschaffen werden.

## Goldener Plan Ost
1992 wurde mit dem Goldenen Plan Ost, ein gleichartiges 15-Jahres-Programm für die neuen Bundesländer vom DSB verabschiedet.
Die seinerzeitige Situation des Sports nach der Wiedervereinigung im Beitrittsgebiet war gekennzeichnet durch
- Erfordernis des Aufbaus neuer demokratischer Vereins- und Verbandsstrukturen
- nicht mehr verfügbare Trainer und Übungsleiter
- fehlende Finanzmittel für den Übungs- und Wettkampfbetrieb
- Schließung von Sportstätten wegen fehlender Mittel für Folgekosten und Instandsetzungen
- Überführung von Sportstätten der volkseigenen Betriebe und staatlichen Organe der DDR in kommunales Eigentum
- nicht mehr zur Verfügung stehende Sportstätten

Gefördert wurde in der Folge der Neubau, die Erweiterung und der Umbau von Sportstätten, einschließlich der Erstausstattung mit Sportgeräten.
Nach der geltenden Förderrichtlinie waren entsprechende Mittel beim zuständigen Landesverwaltungsamt zu beantragen.
In Brandenburg wurde nach Ende des Bundesprogrammes „Goldener Plan Ost“ die Fortführung des Sonderförderprogramms aus DDR-Parteienvermögen für die Jahre 2010 bis 2013 beschlossen. Gefördert wird die Sportinfrastruktur von Vereinen in den städtischen Regionen.